# Sefirat ha-ómer
Sefirat ha-ómer (Hebreu : ספירת העומר), en català: el compte de l'Ómer, és el nom donat al còmput dels 49 dies (7 setmanes) que hi ha entre les festivitats de Péssah i Xavuot. El Compte de l'Ómer es comença a fer a partir de la segona nit de Péssah, i es continua fins al dia abans de Xavuot. L'ómer és una unitat de mesura antiga usada en l'època del Temple de Jerusalem. S'utilitza en la Bíblia com a antiga unitat de volum de grans i productes secs. Correspondria a uns 3,6 litres.

## Ómer
La paraula ómer també s'ha d'entendre de vegades com a garba o gavella. En el judaisme, un ómer d'ordi era una ofrena tradicional el segon dia de la Pasqua jueva, durant el període de sacrifici al temple. Per extensió, el càlcul de l'ómer (en hebreu: ספירת העומר, Sefirat ha-Ómer) és un manament religiós de la tradició jueva que correspon a comptar 49 dies (7 setmanes) a partir del dia en què s'ofereix una ofrena d'un ómer d'ordi al Temple de Jerusalem (el segon dia de la festa de la Pasqua jueva) fins un dia abans de l'ofrena de blat de Xavuot.
La Mitsvà (precepte) del Compte de l'Ómer consisteix a explicar els dies i les setmanes que van passant des del dia en què es portava l'ofrena de l'Ómer al Temple de Jerusalem - sacrifici que consistia en un ómer (unitat de mesura) d'ordi - i fins al dia anterior a l'ofrena de farina que es portava al temple durant la festa de Xavuot.
Simbòlicament, atès que el Compte de l'Ómer lliga a les festivitats de Péssah, en la qual es rememora l'alliberament d'Egipte, i Xavuot (Setmanes), en la qual es rememora el lliurament de la Torà, el compte constitueix el llaç que uneix la celebració de la llibertat física amb la llibertat espiritual obtinguda dels Deu manaments.
El compte comença llavors la segona nit de Péssah (16 de nissan a la nit), per al Judaisme Rabínic, mentre que per als Caraites, i (antigament) les sectes essènies, el compte comença després del Sàbat que succeeix durant la festivitat de Péssah. Per a tots dos, acaba el dia abans de Xavuot, festivitat que esdevé en el dia 50.
Els dies del Compte de l'Ómer són especials, gairebé festius, ja que són dies en què el poble jueu es prepara espiritualment per rebre la Torà.
Es diu que durant els primers 33 dies de la Sefirà van morir milers de deixebles del Rabí Akiva en una plaga al segle ii de l'Era Comuna Des de llavors, durant 33 dies del Compte de l'Ómer s'observa un duel parcial. No es fan casaments, ni es talla el cabell i estan prohibides les festes i els sopars amb música. Aquestes restriccions s'aixequen en els dies festius especials de Lag ba-Ómer, Yom Yeruixalàyim, i Yom ha-Atsmaüt.

## Origen
El Compte de l'Omer està indicada en Levític 23:15-16
15 I us heu de comptar des de l'endemà del dissabte, des del dia en què vau oferir el omer de l'ofrena bressolada; set setmanes complertes seran:
16 Fins al següent dia de dissabte setè comptareu cinquanta dies; llavors oferireu nou present al Senyor.
El omer és una mesura bíblica de volum, utilitzada per mesurar quantitats de grans. Durant el segon dia de Pesaj, 1 omer d'ordi s'oferia al Temple indicant la permissió per consumir el Jadash (grans de la nova collita). En el dia 50, corresponent a la festivitat de Shavuot, dos pans fets de farina eren ofrendats al Temple per indicar l'inici de la collita de blat.
No obstant això, l'obligació de comptar el Omer després de la destrucció del Temple de Jerusalem és un tema en controvèrsia. Mentre que Rambam (Maimònides) suggereix que l'obligació és bíblica (i per tant regeix tot després de la destrucció del temple), la majoria dels altres comentaris indiquen que és rabínica i, per tant, no seria obligatòria.
Segons la tradició, indicada a la secció de Parashat Emor del Midrash Rabah, quan els Fills d'Israel van abandonar el país d'Egipte, Moisès els va prometre que 49 dies després de l'èxode rebrien la Torà. El poble estava tan excitat davant la idea de l'alliberament espiritual que seguiria a l'emancipació física de l'esclavitud d'Egipte, que van comptar els dies fins al lliurament de la Torà al Mont Sinaí, durant la festivitat de Xavuot al dia 6 del mes hebreu de Sivan.
El calendari jueu és principalment un calendari agrícola, i el període de l'Omer cau entre Péssah i Xavuot. A Péssah es canvia l'oració de comanda per la pluja per la de comanda de la rosada i amb això comença la temporada de creixement dels fruits. Xavuot és el dia d'ofrena dels primers futos. El resultat de la temporada de collita i frutificació encara està vulnerable durant aquest període. Durant aquestes set setmanes la reflexió diària i personal sobre les Midot (característiques) personals i el creixement personal resultant d'aquesta reflexió són una forma de pregar i així relacionar el treball intern amb el resultat de la collita.

## Lleis de l'Ómer
S'explica l'Ómer dia per dia. A partir del setè dia, es compten els dies i les setmanes.
Cal comptar l'Ómer estant dempeus. Encara que també es compleix amb l'obligació si es compta assegut.
No s'ha de sopar abans de complir amb l'obligació de l'Ómer, però sí començar a menjar abans de l'hora de l'Ómer, no cal interrompre i es pot comptar després del sopar. El que no sap explicar en hebreu compta l'Ómer en qualsevol altra llengua que coneix. Abans de dir la Berakhà, cal saber quin dia s'explicarà.
Si el que compta perd el compte dels dies que porta, encara que repari després en això, ja no podrà dir la Benedicció en els dies successius. Les dones estan exemptes de comptar l'Ómer.
Les dones no fan cap treball durant les nits d'Ómer, a partir de la caiguda de la nit.
El període de l'Ómer és considerat un període de creixement intern, destinat a fer que una persona desenvolupi les seves Midot o característiques positives a través de la reflexió en una d'elles en cada un dels 49 dies.
El període de l'Ómer és de semi-dol, durant el qual l'Halacà prohibeix tallar els cabells, afaitar-se, escoltar música instrumental, celebrar casaments, festes o sopars en què ball. Tradicionalment, la raó esmentada per a aquesta costum és el record d'una plaga que va matar a 24.000 alumnes de Rabí Akiva. Segons el Talmud, 12.000 hevrutot (parelles d'estudiants) van morir per obra divina durant el compte de l'Ómer per no respectar-se mútuament.
Els jueus espanyols i portuguesos no celebren aquests costums. Alguns jueus religiosos s'afaiten només els divendres durant el període de l'Ómer, per tal d'estar arreglats en honor del xabbat, algunes famílies escolten música durant la setmana de Péssah i després respecten el dol fins al dia de Lag ba-Ómer. Algunes famílies sefardites comencen el període de dol el primer dia del mes hebreu de Iar i continuen durant 33 dies fins al 3 de Sivan.
El costum de Jerusalem (minhag yeruixalmí) és respectar el dol durant tot el període del Compte de l'Ómer, excepte el dia de Lag ba-Ómer i els darrers tres dies del compte (xeloixet yemé ha-Guebalà).
La intensitat del dol està basada en costums familiars, pel que respecten diferents graus de dol en diferents comunitats i famílies.
El Rabí Yehiel Michel Epstein, autor del Arukh ha-Xulhan, sosté que el període de dol es respecta també en recordació dels jueus assassinats durant les Croades, pogroms i libels de sang ocorreguts a Europa 1.000 anys després del període de Rabí Akiva.
L'obligació de comptar l'Ómer cada nit comença a partir de l'aparició de les estrelles. Sí per error es va comptar l'Ómer durant el crepuscle, abans de l'aparició de les estrelles, es compleix amb l'obligació, però es recomana en aquest cas tornar a explicar a la caiguda de la nit sense repetir la Berakhà.

## Berakhot
El que dirigeix comença recitant la benedicció (Berakhà) seguida del compte de l'Ómer. Després cadascun dels fidels repeteix la benedicció i compta el mateix, ja que el deure d'explicar és personal.
La benedicció del compte de l'Ómer és la següent:
בָּרוּךְ אַתָּה יְהֹוָה אֱלֹהֵינוּ מֶלֶךְ הָעוֹלָם. אֲשֶׁר קִדְּשָׁנוּ בְּמִצְוֹתָיו וְצִוָּנוּ עַל סְפִירַת הָעוֹמֶר
«Barukh atà Adonay, elohenu mélekh ha-olam, aixer qiddeixanu be-mitsvotav ve-tsivanu al sefirat ha-Ómer.»
Sigueu beneït Vos, Senyor D. Nostre, Rei de l'Univers, que ens heu santificat amb els vostres manaments i ens heu ordenat comptar el nombre de l'Ómer.

## Sefirot
Article principal: Càbala
Segons la Càbala, cadascuna de les set setmanes de l'Ómer estan associades a una de les set Sefirot (esferes) inferiors: Jesed, Gvurá, Tiféret, Nétzaj, Hod, Iesod i Maljut. Cada dia de la setmana al seu torn està associat a una d'aquestes Sefirot, creant 49 permutacions. Així, el primer dia del ómer està associat a "Jesed que està dins de Jesed" (Compassió dins Compassió), el segon dia a "Gvurá dins Jesed" (Valentia dins Compassió), i així successivament. Simbòlicament, cadascuna d'aquestes 49 permutacions representen un aspecte del caràcter de la persona que pot ser millorat i desenvolupat. Els 49 dies de l'Ómer són també un temps destinat a l'ensenyament de la Mixnà i la Torà

## Lag ba-Ómer
El dia 33 del Compte de l'Ómer és considerat el dia en què la plaga va arribar a la seva fi. Segons una altra tradició, és el dia en què la revolta de Bar Kokhebà va tenir una victòria. Per això, durant aquest dia, les regles de dol són suspeses. No obstant això, alguns sefardites continuen el període de dol fins al dia 34 de l'Ómer, que és considerat per ells el dia de joia i celebració.
Si bé el període de l'Ómer és de dol, durant el dia de Lag ba-Ómer es permeten activitats prohibides durant el dol, com els casaments i afaitar-se. Per a molts sionistes religiosos, Yom ha-Atsmaüt (el Dia de la Independència d'Israel) també és considerat un dia d'extrema felicitat i, per tant, dia en què se suspenen les regles relacionades al duel.
A més de ser el dia en què va cessar la plaga que va afectar els estudiants de Rabí Akiva, Lag ba-Ómer marca l'aniversari de la mort de Rabí Ximon Bar Yohaï, després de la mort dels seus 24.000 alumnes, Rabí Akiva va ensenyar a 5 alumnes, entre ells Rabí Ximon, que en va ser un dels més grans mestres de la Torà en la seva generació. D'acord amb la tradició cabalística, li va revelar els més profunds secrets de la Torà en l'obra coneguda com el Zohar.

## Zohar
La casa de Rabí Ximó estava plena de foc i flames, quan va ensenyar als seus alumnes. Al final d'aquest dia, el foc es va extingir i Rabí Ximó va morir. En anys successius, els seus alumnes van intentar recrear aquesta experiència de llum i revelació mística encenent fogueres i estudiant el Zohar a la llum de les flames.
Si bé generalment l'aniversari de la mort d'un tsadik és un dia de dòl, l'aniversari de la mort de Rabí Ximó en el dia de Lag ba-Omer té un caràcter festiu. S'encenen fogueres i la gent canta i balla a la llum de les flames. És comú la celebració de casaments, festes, concerts, picnics i tallar-se els cabells en aquest dia.